# 브란코 밀류시
브란코 밀류시(크로아티아어: Branko Miljuš, 1960년 8월 17일, SR 크로아티아 닌 ~)는 크로아티아의 전직 축구 선수이다.

## 클럽 경력
현역 시절, 그는 하이두크 스플리트에서 357번의 경기(공식 경기 217회)에 출전했다.
밀류시는 말년에 크로아티아의 독립 몇 년 전, 세르브인과 크로아트인간 불화가 고조될 당시 유고슬라비아를 떠났다. 그는 이후 스페인의 바야돌리드와 포르투갈의 비토리아 세투발에서 활약했다.

## 국가대표팀 경력
밀류시는 1984년 6월에 포르투갈과의 원정 친선경기에서 유고슬라비아 국가대표팀 경기에 처음 출전하는 것을 시작으로 총 14번의 경기에 출전했지만, 골맛을 보지는 못했다. 그는 로스 앤젤레스에서 열린 1984년 하계 올림픽에 유고슬라비아 선수단 일원으로 참가해 동메달을 목에 걸었다.
그의 마지막 국가대표팀 경기는 1988년 4월에 열린 아일랜드와의 원정 친선경기였다.